# Paleocontinente
Un paleocontinente o continente antiguo es un área de la corteza continental que ha existido como masa continental de importancia durante alguna parte del pasado geológico de la Tierra.
Ha habido muchas configuraciones de la corteza terrestre, de diferentes tamaños: desde una mera colección de pequeños microcontinentes, hasta grandes conglomerados de corteza formando un único supercontinente. Con el transcurrir del tiempo, la temperatura media global oscila y, con ello, el nivel del mar, lo que conlleva que quede expuesta más o menos corteza, dando lugar a masas de tierra emergida más o menos grandes.
Los continentes del pasado condicionaron la evolución de los seres vivos, así como el clima del mundo. Cuando las masas terrestres se fragmentan, los miembros de algunas especies se pueden separar y, con ello, su evolución diverge; aquellas que alguna vez fueron las mismas ahora han evolucionado en un nuevo clima. El movimiento constante de estas masas de tierra determina en gran medida la distribución de los seres vivos en la superficie de la Tierra. Esto es congruente con la forma en que se encuentran fósiles similares en continentes distantes.
Además, a medida que los continentes se mueven, se producen orogenias, una de las causas de la expansión del hielo glacial y un clima global más frío. El movimiento de los continentes afecta en gran medida a la dispersión general de los seres vivos en todo el mundo y la evolución del clima a lo largo de la historia de la Tierra.
Algunos ejemplos de paleocontinentes son
Avalonia,
Báltica y
Laurencia,
los cuales chocaron entre sí durante la orogenia caledónica para formar el paleocontinente Old Red Sandstone de Laurrusia.
Otro ejemplo incluye una colisión que ocurrió durante la última época del Pensilvaniense y del Pérmico temprano (Cisuraliense) cuando hubo una colisión entre los dos continentes de Tarimsky y Kirghiz-Kazakh. Esta colisión fue causada debido a su convergencia torcida cuando se cerró la cuenca paleoceánica.